# Melesio Soto
Melesio Soto Soto (nascido em 29 de novembro de 1941) é um ex-ciclista olímpico mexicano. Representou sua nação nos Jogos Olímpicos de Verão de 1964, na prova de corrida individual em estrada.